# Pelayo Froilaz el Diácono
Pelayo Froilaz el Diácono (c. 990-c. 1050) fue hijo del conde Froila Jiménez y sobrino del fundador del monasterio de Corias, Piniolo Jiménez. Conde por lo menos desde 1030, era miembro de la alta nobleza asturiana y leonesa y fiel vasallo y alférez real de Alfonso V de León.

## Orígenes familiares

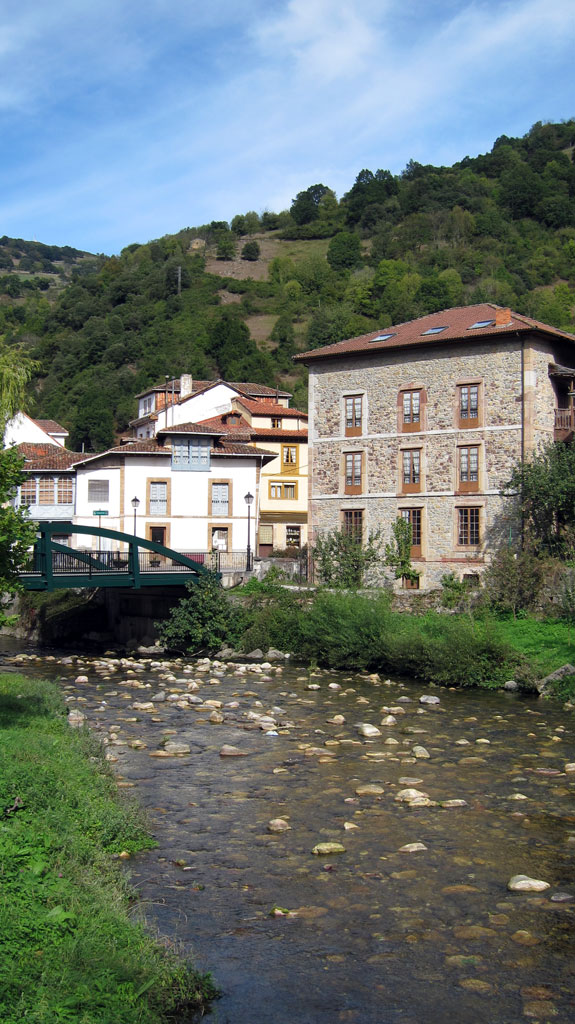
Vista de Belmonte de Miranda.

Su padre, el conde Froila Jiménez, era hijo del conde Jimeno Díaz –hijo de Diego Fernández– y de su esposa, Adosinda Gutiérrez, hija, a su vez, del conde Gutierre Menéndez y de la condesa Ilduara Ériz, hija del conde Ero Fernández. Después de enviudar del conde Gutierre Menéndez, Adosinda contrajo un segundo matrimonio con su sobrino Ramiro Menéndez y probablemente fueron los padres de la reina Velasquita, casada con el rey Bermudo II de León.

## Esbozo biográfico
En 1014, ya estando casado con la condesa Aldonza Ordóñez, Pelayo Froilaz aparece con la familia de su esposa en la documentación del desaparecido monasterio de Lapedo en Belmonte de Miranda y poco después en un diploma en la catedral de San Salvador de Oviedo con su suegra, Cristina Bermúdez confirmando como Pelagius Froilaz comes. Fue alférez real del rey Alfonso V de León desde 1016 hasta 1019 y miembro de la curia regia donde se registra su presencia confirmando diplomas reales en 1023 y en 1026. Al poco tiempo y antes de 1030 ya figura con el título de conde.
Con su esposa Aldonza fundó el monasterio de Lapedo, ya desaparecido, en Belmonte de Miranda donde probablemente recibieron sepultura. No se conoce la fecha de su defunción pero debió ocurrir después de 1048 y en fecha próxima a la muerte de su esposa que aún vivía en 1050.

## Matrimonio y descendencia
Contrajo matrimonio hacia 1013 con la condesa Aldonza Ordóñez, hija legítima del infante Ordoño Ramírez el Ciego y de la infanta Cristina Bermúdez, hija del rey Bermudo II de León y de la reina Velasquita Ramírez. Los hijos de este matrimonio fueron:
- Pelayo Peláez, (m. 1092/1095)[9] esposo de Muniadona cognomento «Mayor» González, quien pudiera ser hija de Gonzalo Salvadórez, conde en La Bureba.[10]
- Jimena Peláez, condesa, casada con el conde de origen gallego, Bermudo Ovéquiz, padres, entre otros, del poderoso conde Suero Bermúdez.[11] Después de enviudar hacia 1092 del conde Bermudo, contrajo matrimonio con Munio Jiménez[12][b]
- Elvira Peláez  condesa, la esposa del conde Munio Fernández,[13] hijo de Fernando Flaínez y de su homónima, Elvira Peláez.[14]
- Teresa Peláez, condesa, esposa del conde Gómez Díaz conde en Carrión, hijo del conde Diego Fernández de Saldaña y Marina Ansúrez.[15] Teresa y su esposo fueron los fundadores del monasterio de San Zoilo en Carrión de los Condes.
- María Peláez (fl.1081-1105), cuya presencia consta en el documento 109 de la Catedral de Oviedo, y esposa del magnate Álvaro González.[15][8][16][c]
- Ordoño Peláez, alférez real del rey Fernando I de León.[15]
- Munio Peláez. Aparece en la documentación gobernando Toro y Zamora en 1060, perdiéndose su rastro en la década de los setenta.[18]
- Pedro Peláez, alférez real entre 1049-1050 y después entre 1056-1058. Entre 1060 y 1063 fue distinguido con la dignidad condal, ejerciendo como tenente en Tineo. Casó con Elvira Pérez, con sucesión de dicho matrimonio.[19]